# Fritz Haller
Fritz Haller (Soletta, 23 ottobre 1924 – Berna, 15 ottobre 2012) è stato un architetto e designer svizzero. È considerato il maggiore esponente della scuola architettonica di Soletta.

## Biografia
Figlio dell'architetto Bruno Haller, dopo un apprendistato da disegnatore edile tra il 1941 e il 1943 lavorò in diversi studi di architettura.  Architetto a Soletta dal 1949 (fino al 1962 con il padre), fu professore alla UCLA (1966-71),  all'Università di Stoccarda (1974) e all'Università di Karlsruhe (1977-90).
Architetto funzionalista, nel 1961 sviluppò il sistema modulare di mobili in acciaio USM Haller e più tardi un sistema modulare di costruzioni in acciaio nelle dimensioni Maxi (capannoni a un piano con pilastri molto distanziati), Midi (centro di formazione delle Ferrovie Federali Svizzere a Morat, 1980-82) e Mini (stabilimenti USM di Münsingen, 1961-63). A Karlsruhe creò l'ICAD-Armilla, un sistema per la pianificazione e il controllo delle diverse condutture all'interno degli edifici.